# Mak polny
Mak polny (Papaver rhoeas L.) – gatunek rośliny z rodziny makowatych (Papaveraceae Juss.). Pochodzi z Europy i Azji, ale rozprzestrzenił się także na inne kontynenty. W Polsce pospolity na terenie całego kraju.

## Rozmieszczenie geograficzne
Rodzimy obszar jego występowania obejmuje głównie Europę i położone nad Morzem Śródziemnym kraje Afryki Północnej i Azji Zachodniej oraz Pakistan na Półwyspie Indyjskim. Jako gatunek zawleczony rozprzestrzenił się na Azorach, w Australii, w Ameryce Północnej, na wyspie Haiti i w Chile. Jest uprawiany w wielu krajach świata. We florze Polski jest archeofitem rozprzestrzenionym na terenie całego kraju. Pojawił się na ziemiach polskich już w neolicie.

## Morfologia
ŁodygaPojedyncza lub słabo rozgałęziona, kanciasta. Cała szczeciniasto owłosiona. Dorasta do 90 cm wysokości.
LiścieLiście szarozielone, odziomkowe i dolne łodygowe – ogonkowe, pierzastodzielne, o odcinkach ostro ząbkowanych. Górne liście siedzące. Ułożone skrętolegle.
KwiatyOsadzone pojedynczo na długich szypułkach, odstająco owłosionych, wyrastających z kątów liści. Kwiaty przed rozwinięciem zamknięte w dwudziałkowym kielichu, owłosionym, odpadającym. Korona czteropłatkowa, o średnicy do 10 cm, płatki czerwone do purpurowych (bardzo rzadko różowe lub białe), zawsze z czarną plamą u nasady. Znamię słupka ma 5–18 promieni. Słupek otoczony bardzo licznymi, ciemnofioletowymi i niezgrubiałymi pręcikami. Pąki kwiatowe zwisają, natomiast kwiaty i makówka są wzniesione.
OwocWielonasienna, jajowata torebka (zwana popularnie makówką), długości 1–2 cm. Jest naga, odwrotnie jajowata. Gdy dojrzeje pod jej tarczą pojawiają się otworki, przez które wysypują się bardzo liczne nasiona.

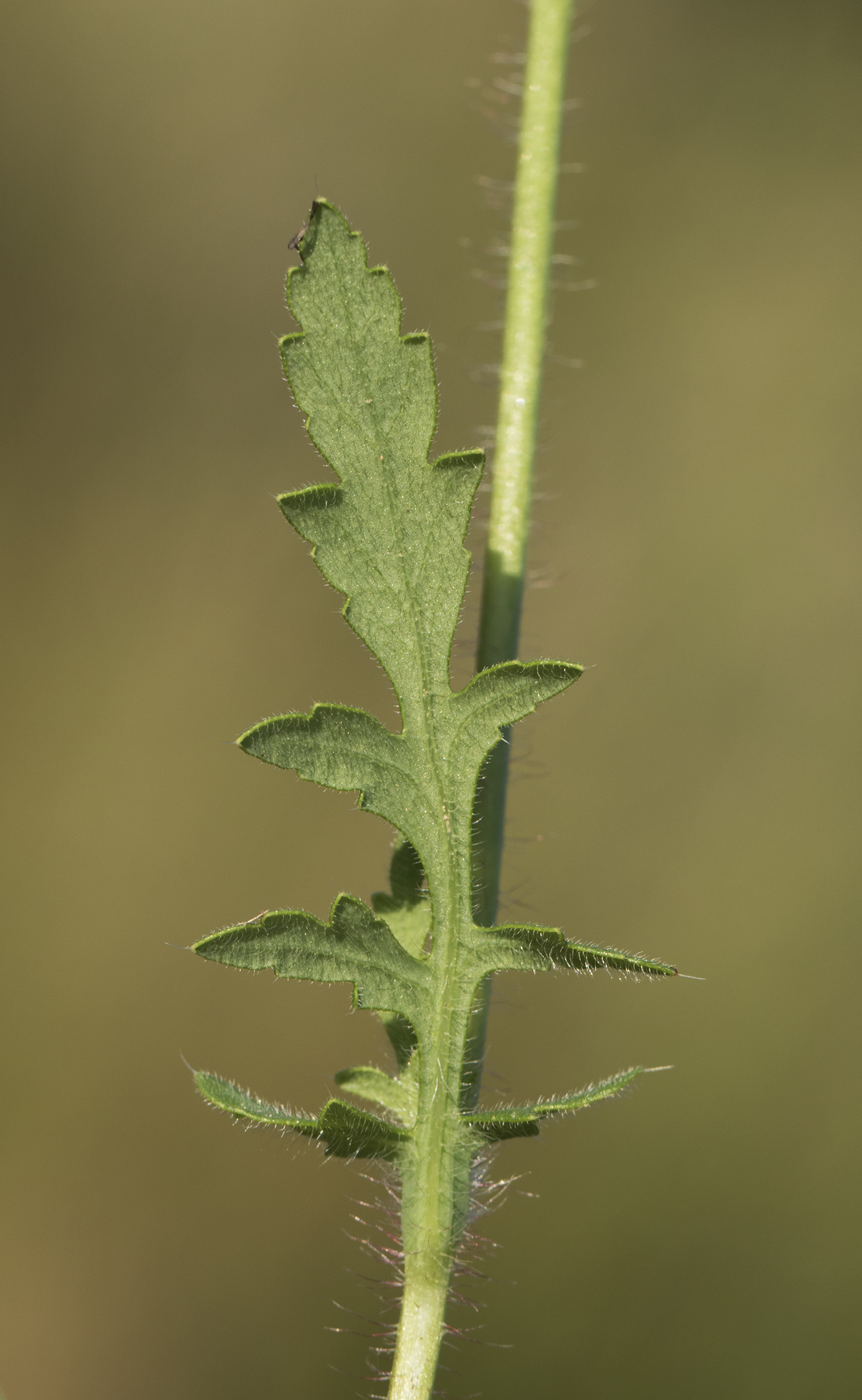
Liść
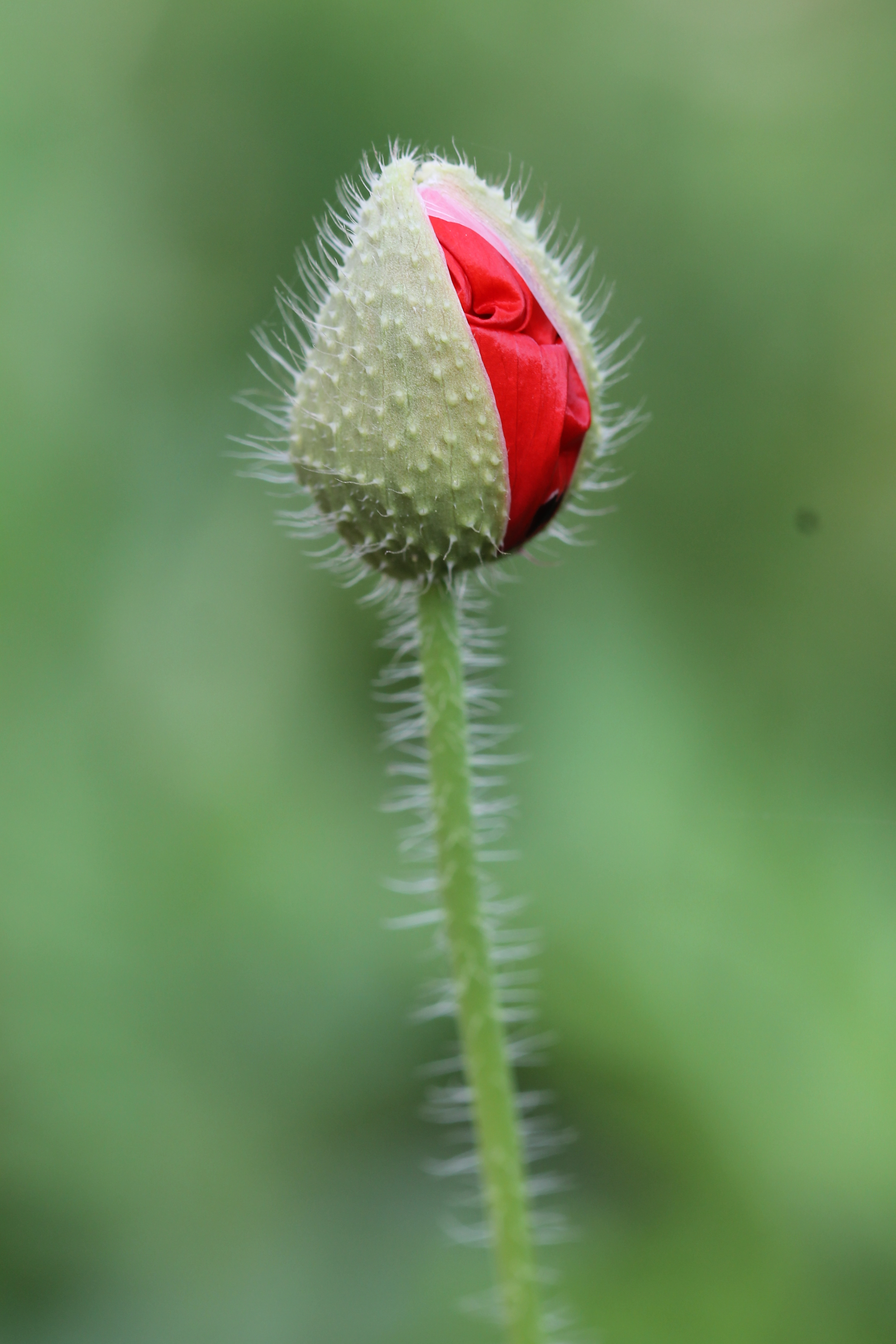
Pąk kwiatowy
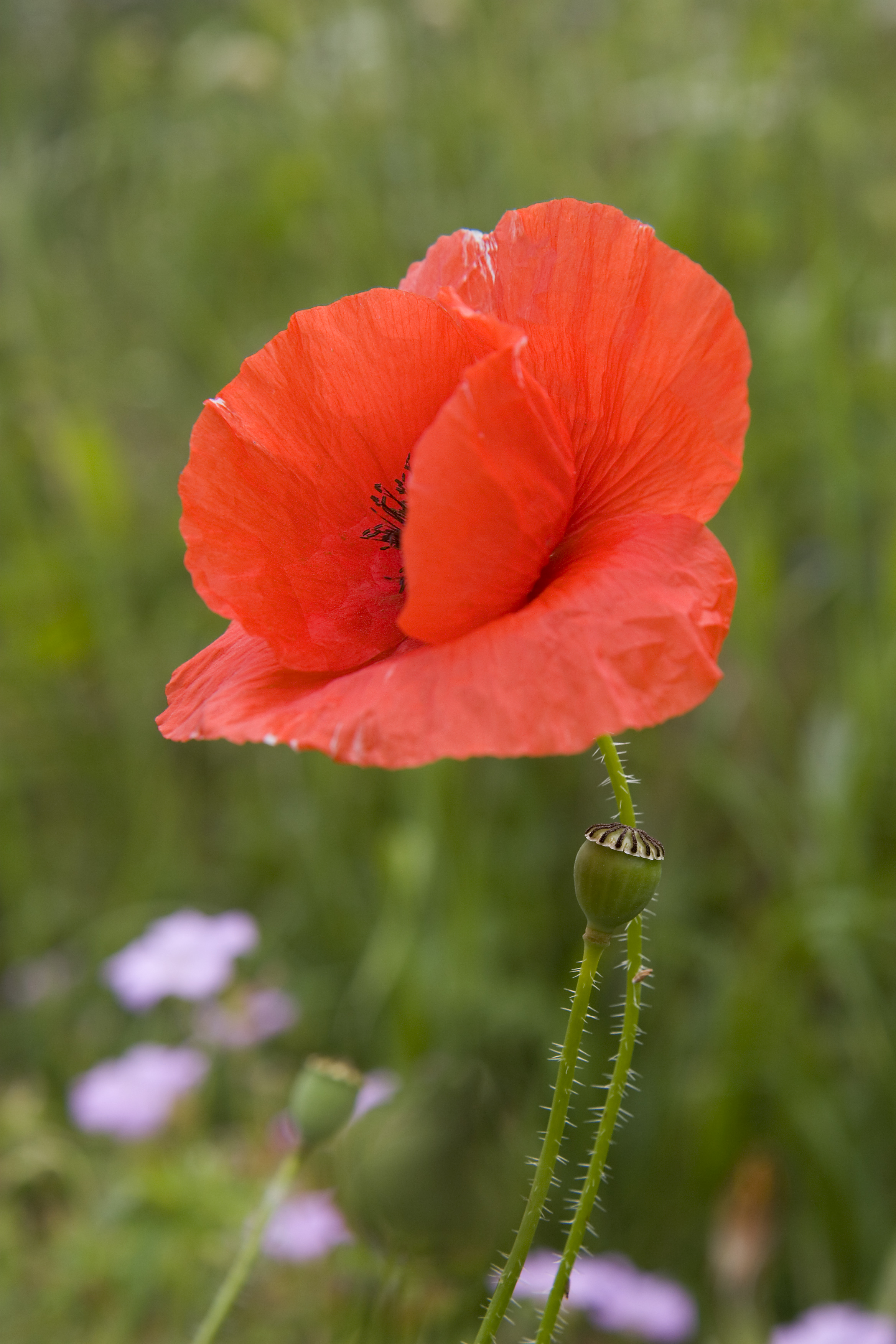
Kwiat
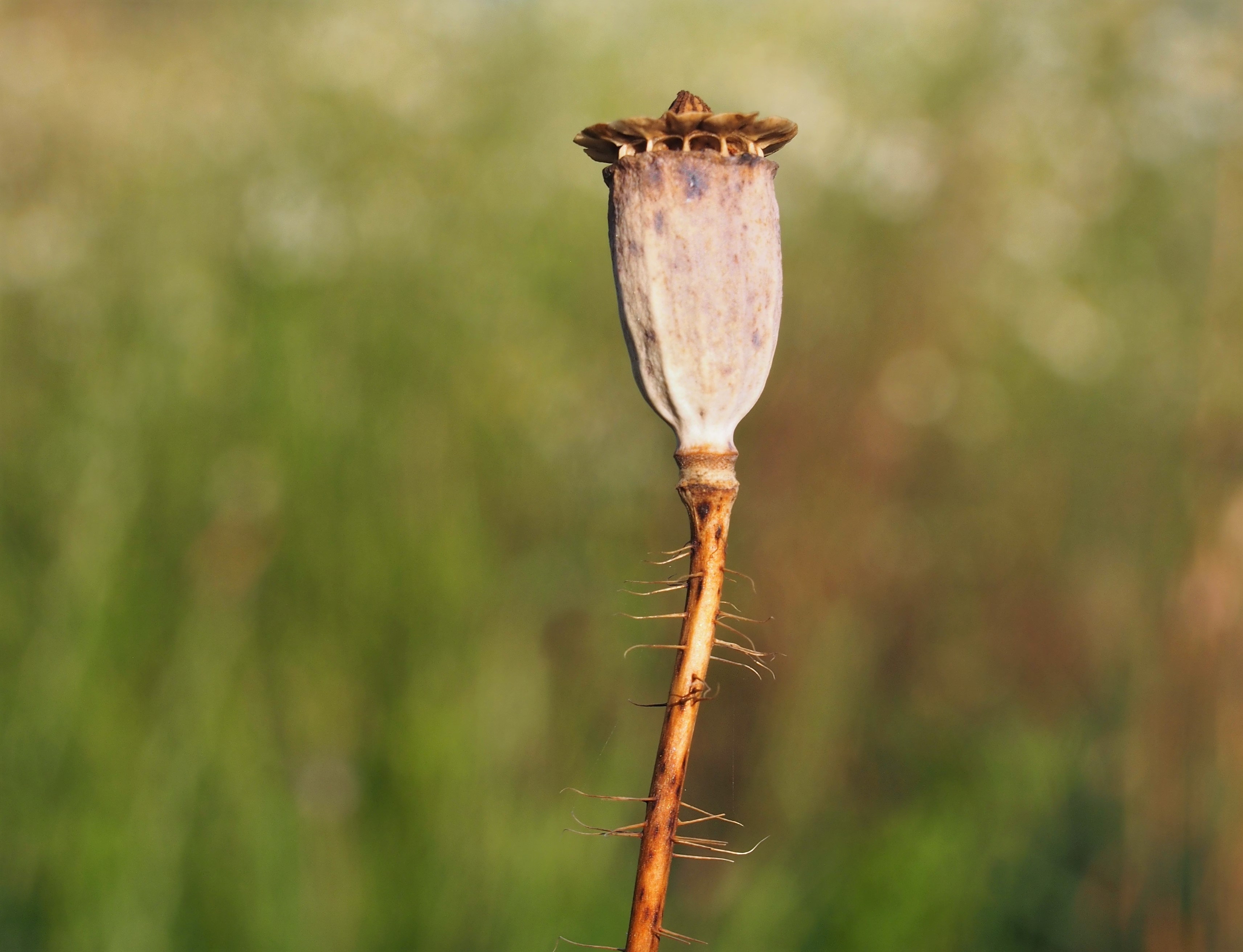
Torebka („makówka”)

## Biologia i ekologia

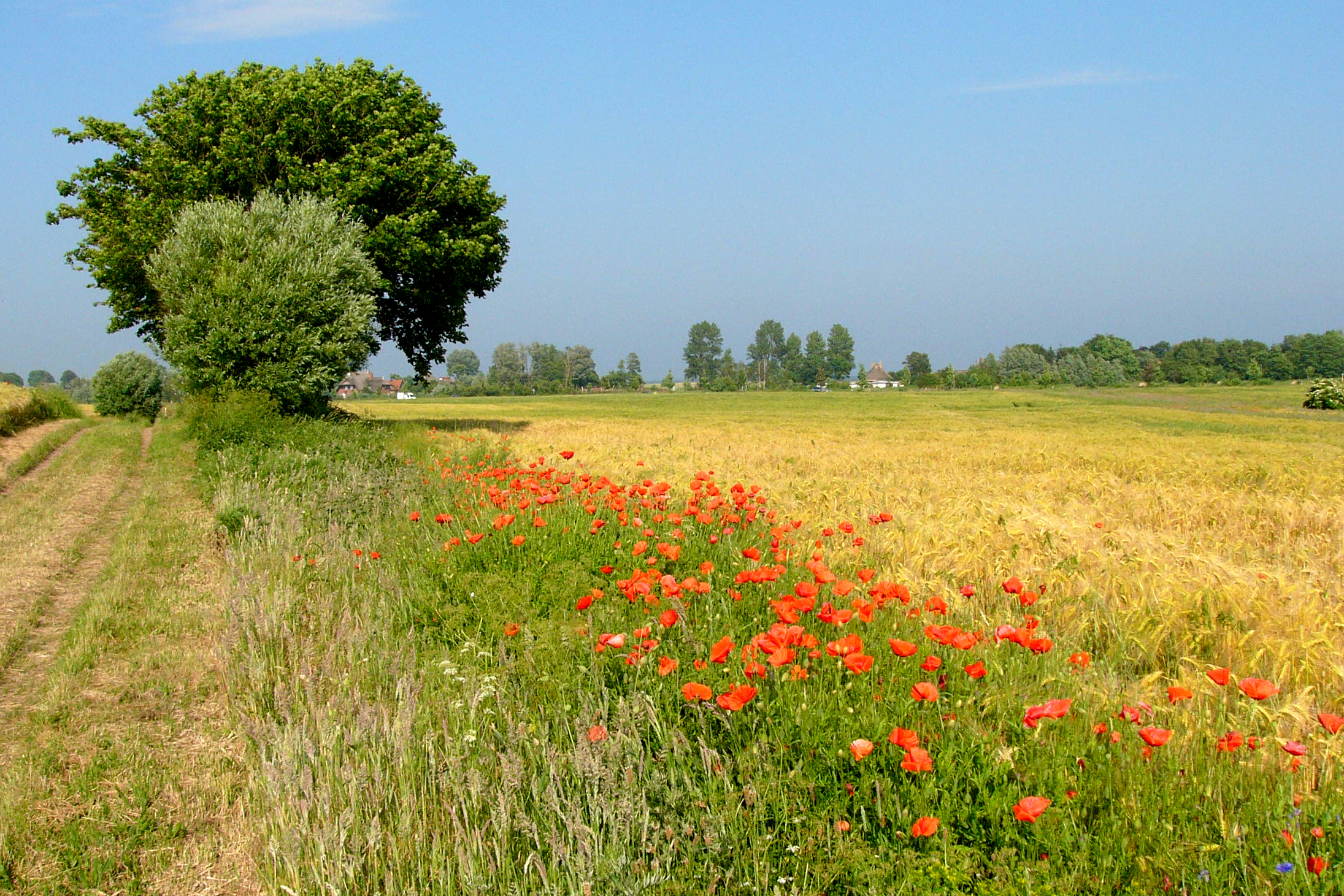
Siedlisko

RozwójRoślina jednoroczna, kwitnie od maja do sierpnia. Nasiona zachowują zdolność kiełkowania przez 30-40 lat. Kiełkują w bardzo niskich temperaturach, nawet przy +1 °C, jesienią lub na wiosnę. Siewki jesienne przezimowują i wiosną wznawiają rozwój.
SiedliskoGatunek azotolubny. Rośnie na polach, w miejscach ruderalnych, na glebach gliniastych, madach rzecznych, także na glebach wapiennych. Występuje głównie na niżu, ale także na wyżynach aż po pogórze.
FitosocjologiaW klasyfikacji zbiorowisk roślinnych gatunek charakterystyczny dla rzędu Centauretalia cyanii.
BioindykacjaRoślina ruderalna i chwast, głównie w uprawach zbóż ozimych i rzepaku, ale także jarych oraz okopowych i innych. Gatunek odporny na zanieczyszczenia atmosfery, szczególnie gazami samochodowymi.
Cechy fitochemiczneRoślina trująca. Cała roślina zawiera biały sok mleczny, w którego skład wchodzi lekko trujący alkaloid readyna i małe ilości papaweryny. Płatki zawierają także antocyjan – mekocyjaninę oraz związki śluzowe. Nasiona maku zmieszane ze zbożem zabarwiają mąkę na żółto i powodują jej szybkie psucie się.
ZmiennośćTworzy mieszańce z makiem wątpliwym.

## Zastosowanie
Roślina lecznicza
- Surowiec zielarski: płatki maku polnego – Flos Rhoeados (Flos Papaveris rhoeados). Zbiera się je w południe podczas słonecznej pogody i przenosi tak, by nie uległy zgnieceniu (zgniecione ciemnieją i tracą lecznicze własności)[10].
- Działanie: przeciwzapalne, powlekające, uspokajające. W medycynie ludowej wewnętrznie napar jest stosowany przy kaszlu, stanach zapalnych jamy ustnej i gardła, bezsenności, nadmiernej pobudliwości oraz zaburzeniach trawiennych na tle nerwicowym. Zewnętrznie używa się naparów podczas stanów zapalnych do płukania jamy ustnej, dziąseł i gardła, przemywania spojówek oczu, irygacji pochwy[10].

Roślina jadalna
- W starożytności pąki kwiatowe maku były spożywane przez ludzi. Pisał o tym grecki filozof Teofrast i rzymski historyk Pliniusz Starszy[10].
- Płatków używa się do zabarwiania wina i napojów[10].
- Nasiona maku polnego mogą być w kuchni wykorzystywane tak samo, jak nasiona maku lekarskiego[10].

Roślina ozdobnaJest uprawiany jako ogrodowa roślina ozdobna. Nadaje się na rabaty, a w połączeniu z chabrem i rumiankiem do bukietów. Oprócz typowej formy uprawiane są także kultywary o barwie kwiatów białej lub różowej i postrzępionych płatkach.
Inne zastosowanie
- Używany w kosmetyce, m.in. do produkcji płynu do intymnej pielęgnacji podczas menstruacji.
- Czerwone płatki są używane do barwienia leków[10].
- Z płatków można wykonać czerwony atrament[10].
- Płatki używane są do wykonania potpourri[10].

## Znaczenie w kulturze i symbolice
- W Starożytnym Egipcie ok. 1 tysiąc lat p.n.e. przystrajano makami grobowce faraonów[10].
- Według niektórych badaczy roślin biblijnych mak polny jest opisany jako „kwiat polny” w dwóch miejscach Biblii: w Księdze Izajasza (40,6-8) i Pierwszym Liście św. Piotra (1,24). Szybkość jego przekwitania i opadania płatków odpowiada znajdującym się w nich metaforom o życiu i szybkości przemijania człowieka na ziemi[11].
- W Wielkiej Brytanii i Kanadzie panuje zwyczaj noszenia w Dniu Pamięci sztucznych maków przypiętych do ubrania na znak pamięci żołnierzy poległych w wojnach. Maki te są sprzedawane przez Brytyjską Legię Królewską, a dochód przeznaczony jest na rzecz weteranów.
- Czerwone maki są symbolem krwi polskich żołnierzy poległych w bitwie pod Monte Cassino w pieśni wojskowej „Czerwone maki na Monte Cassino”.
- Poczta Polska wyemitowała 5 września 1967 r. znaczek pocztowy przedstawiający mak polny o nominale 40 gr, w serii Kwiaty polne. Autorem projektu znaczka był Tadeusz Michaluk. Znaczek pozostawał w obiegu do 31 grudnia 1994 r. Mak polny pojawił się też na pierwszym znaczku tej serii o nominale 20 gr, w bukiecie kwiatów polnych[12].